# Autriche au Concours Eurovision de la chanson 1972
L'Autriche a participé au Concours Eurovision de la chanson 1972 le 25 mars à Édimbourg. C'est la 14e participation de l'Autriche au Concours Eurovision de la chanson.
Le pays est représenté par le groupe Milestones et la chanson Falter im Wind, sélectionnées en interne par l'ORF.
L'Autriche se retire l'année suivante et s'abstient jusqu'en 1975 avant de retourner au concours en 1976.

## Sélection interne
Le radiodiffuseur autrichien, Österreichischer Rundfunk (ORF), choisit en interne l'artiste et la chanson représentant l'Autriche au Concours Eurovision de la chanson 1972.
Lors de cette sélection, c'est la chanson Falter im Wind interprétée par le groupe Milestones, qui fut choisie avec Erich Kleinschuster comme chef d'orchestre.
| Ordre | Artiste    | Chanson        | Langue   |
| ----- | ---------- | -------------- | -------- |
| 1     | Milestones | Falter im Wind | Allemand |

## À l'Eurovision
Chaque pays a un jury de deux personnes. Chaque juré attribue entre 1 et 5 points à chaque chanson.

### Points attribués par l'Autriche
| 8 points | Luxembourg Suisse                   |
| 7 points | Royaume-Uni                         |
| 6 points | Italie Pays-Bas                     |
| 5 points | Allemagne Espagne                   |
| 4 points | Irlande Portugal Suède              |
| 3 points | Finlande Monaco Norvège Yougoslavie |
| 2 points | Belgique France Malte               |

### Points attribués à l'Autriche
| 10 points                                          | 9 points              | 8 points      | 7 points | 6 points                                          |
| -------------------------------------------------- | --------------------- | ------------- | -------- | ------------------------------------------------- |
| - Suède                                            | - Pays-Bas            | - Yougoslavie | - Suisse | - Allemagne - Espagne - France - Irlande - Italie |
| 5 points                                           | 4 points              | 3 points      | 2 points |                                                   |
| - Luxembourg - Malte - Monaco - Norvège - Portugal | - Belgique - Finlande | - Royaume-Uni |          |                                                   |

Milestones interprète Falter im Wind en 11e position lors de la soirée du concours, suivant la Finlande précédant l'Italie.
Au terme du vote final, l'Autriche termine 5e sur les 18 pays participants, ayant reçu 100 points au total,.